# Всенародний Національний Визвольний Рух України
ГО «Всенародний Національний Визвольний Рух України» — це громадська політична організація з ідеологією українського правоцентризму, яка заснована 21 липня 2022 в Україні, котра прагне здійснити національне визволення країни та просувати правоцентристські ідеї у суспільстві.
Виник як громадський рух, що об'єднав людей здебільшого націоналістичних, правоцентричних, центричних, Україноцентричних поглядів. Сформувався 21 липня 2022 року. Причиною виникнення громадського руху стала недовіра до влади, усіх сформованих політичних партій та організацій. Організація заснована з метою захисту прав та інтересів українського народу, в тому числі його національної самобутності та мови.
11 березня 2023 року, рішенням з'їзду організація змінила свою повну назву з «Громадська організація „Всенародна Національна Визвольна Партія України“» на «Громадська організація „Всенародний Національний Визвольний Рух України“» (скорочено: ГО «ВНВРУ»).

## Ідея організації
Ідея правоцентричної громадської організації «Всенародний Національний Визвольний Рух України» полягає в створенні центральної сили, яка приймала б більшість політики між лівим та правим рухом. Організація повинна приділяти особливу увагу рівню захисту громадян та тому, як ці права захищаються протягом правових процедур та законів, які виключають дії від протиправників. Цей правоцентр може допомогти системці права захистити своїх громадян та їх права, а також поставити границю між діями від протиправності.

## Мета організації
Основна мета організації полягає в тому, щоб забезпечити національну безпеку України, зміцнити державну владу, зберегти культурну спадщину та ідентичність українців, сприяти економічному розвитку країни та зміцненню міжнародного статусу України. Організація вважає, що ці цілі можливо досягти шляхом реформування системи управління, боротьби з корупцією, розвитку промисловості та високих технологій.
Організація підтримує ринкову економіку та прагне залучити інвестиції в Україну для розвитку галузей промисловості та сільського господарства. Водночас, рух підтримує захист прав працівників та соціальну справедливість.

## Історія
Громадська організація «Всенародний Національний Визвольний Рух України» виникла як ситуативне об'єднання центричних налаштованих активістів для того, щоб висловити відмінне від інших рухів та лідерів бачення методів і цілей досягнення розвитку та успіху для України. Ініціатором створення руху була політична молодь міста Бориспіль. Датою створення вважається 21 липня 2022 року.
17 жовтня 2022 року члени громадської організації взяли участь, разом з військово-патріотичним клубом «Боривітер» у відкритій патріотичній діалоговій платформі «Нащадки Нескорених».
1 листопада 2022 року громадська організація провела вишкіл на якому відточила навики тактичної підготовки зі зброєю.
2 листопада учасники 2022 року «Всенародного Національного Визвольного Руху України», разом з військово-патріотичним клубом «Боривітер» провели навчання з особистої безпеки, яке відбулося в рамках проєкту «Всі рідні — всі свої».
5 листопада 2022 року організація допомогла організувати навчання з тактичної медицини від представників Національної Гвардії України та Пласту.
22 грудня 2022 року голова «ВНВРУ» взяв участь у проєкті «Кава з депутатом», яку організували представники Міністерства молоді та спорту Борисполя. В той день на місцевому телеканалі «ТРС Бориспіль» було вперше представлено громадську організацію «Всенародний Національний Визвольний Рух України».
24 січня 2023 року організація провела черговий вишкіл членів організації та усіх бажаючих.
3 лютого 2023 року учасники організації взяли участь у проєкті «Кава з депутатом» та заручилися словесною підтримкою місцевих депутатів.
19 лютого 2023 року учасники організації взяли участь у проєкті «Кава з депутатом».
11 березня 2023 року, рішенням з'їзду організація змінила свою повну назву з «Громадська організація „Всенародна Національна Визвольна Партія України“» на «Громадська організація „Всенародний Національний Визвольний Рух України“» (скорочено: ГО «ВНВРУ»).
12 березня 2023 року учасники організації взяли участь у проєкті «Кава з підприємцем».
Засіданням установчих зборів засновників громадської організації «Всенародний Національний Визвольний Рух України» від 13 березня 2023 року, що відбулося у місті Борисполі було затверджено зареєструвати рух.
21 березня відбулася офіційна реєстрація Громадської Організації «Всенародний Національний Визвольний Рух України».

## Напрямки
Один з основних напрямків діяльності — національно-патріотичне виховання української молоді. В основі своєї діяльності ГО «Всенародний Національний Визвольний Рух України» ґрунтується ідеологією правоцентризму, українського центризму і виховує у своїх членів любов до Батьківщини, вшанування національних традицій та звичаїв, вивчення національної історії та змагання за те, щоб українці зайняли панівне становище на світових позиціях та повноцінно самі впливали на політичне життя в Україні.
Члени організації періодично збираються на всеукраїнські заходи, зустрічаються на зборах, слухають лекції з історії, ідеології, обговорюють цікаві події тижня, спільно тренуються, планують свою діяльність тощо.